# Markdorf
Markdorf est une ville de Bade-Wurtemberg (Allemagne), située dans l'arrondissement du Lac de Constance, dans la région Bodensee-Oberschwaben, dans le district de Tübingen.

## Jumelage
- Ensisheim (France) depuis 1974